# Transport kolejowy w Poznaniu

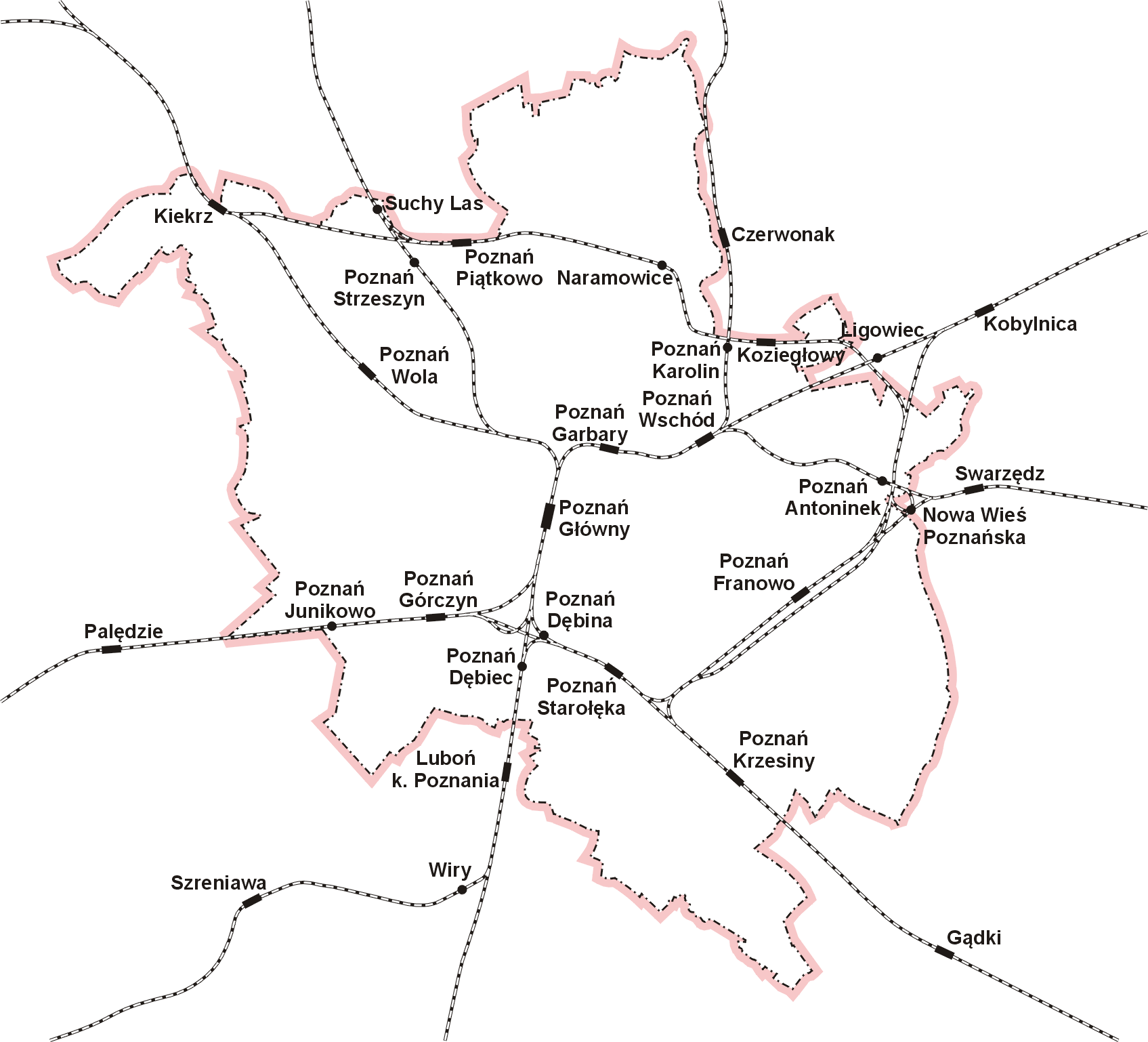
Schemat stacji, przystanków i linii kolejowych

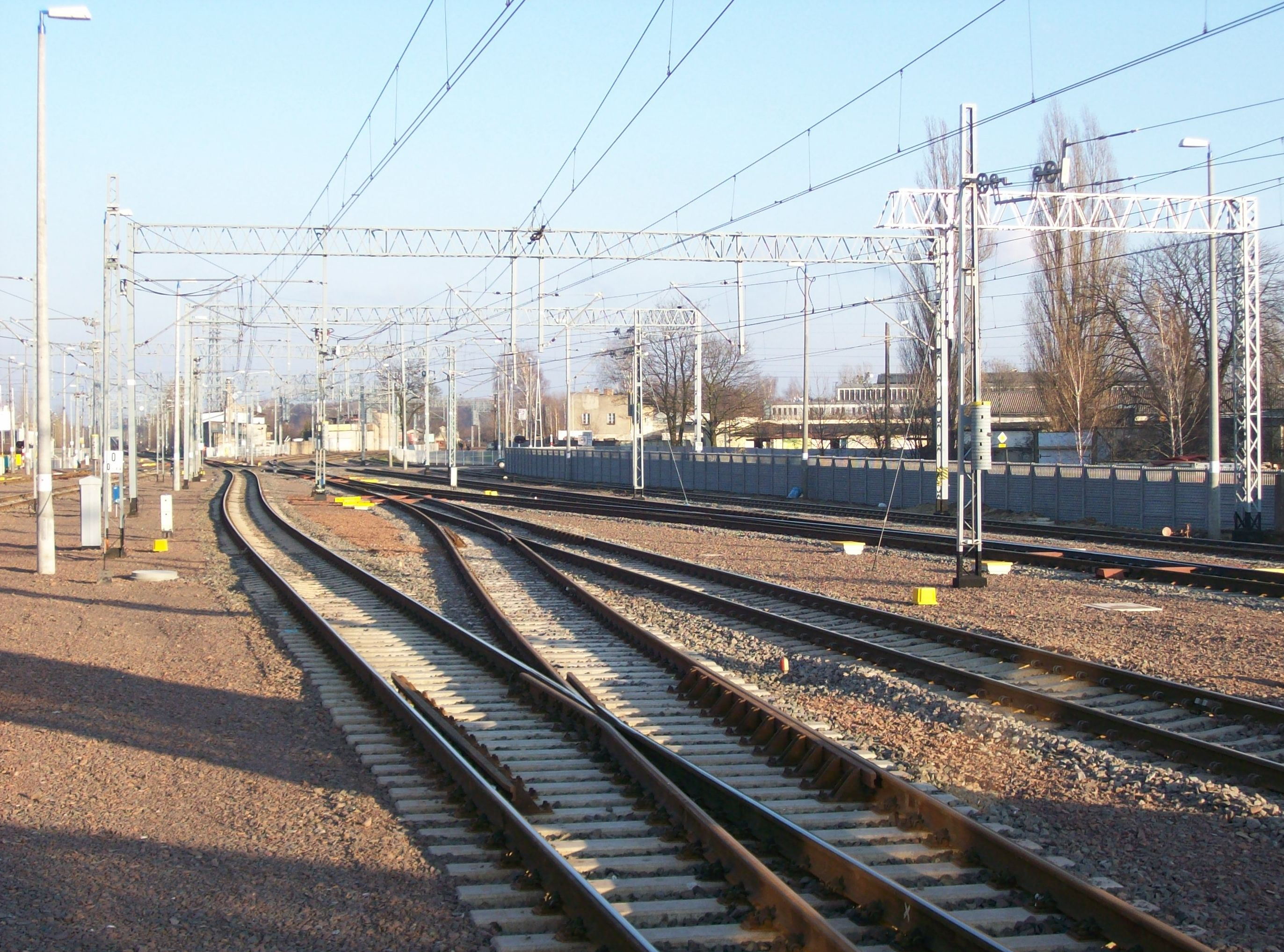
Linia kolejowa nr 3 w pobliżu stacji Poznań Wschód

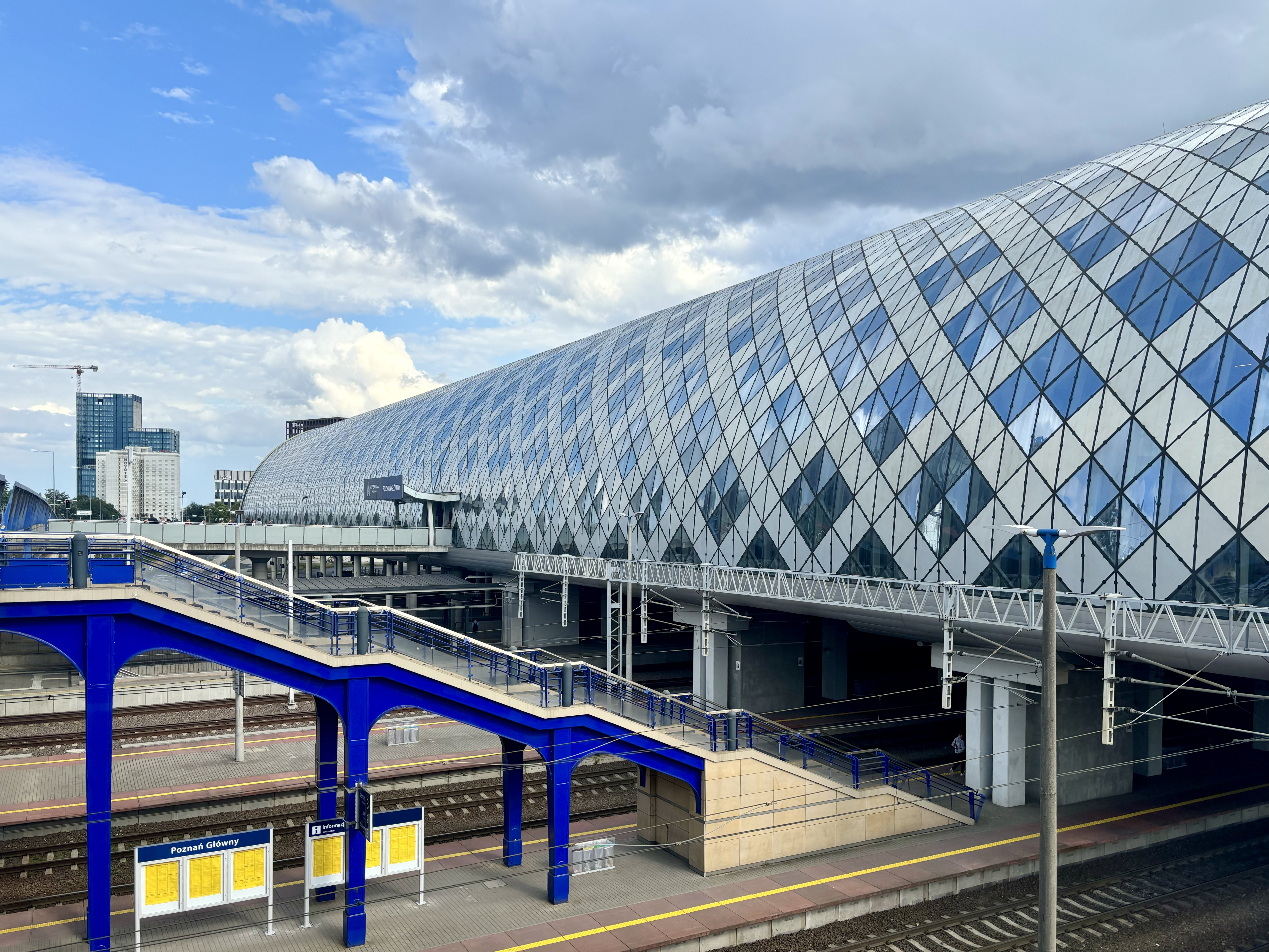
Poznań Główny

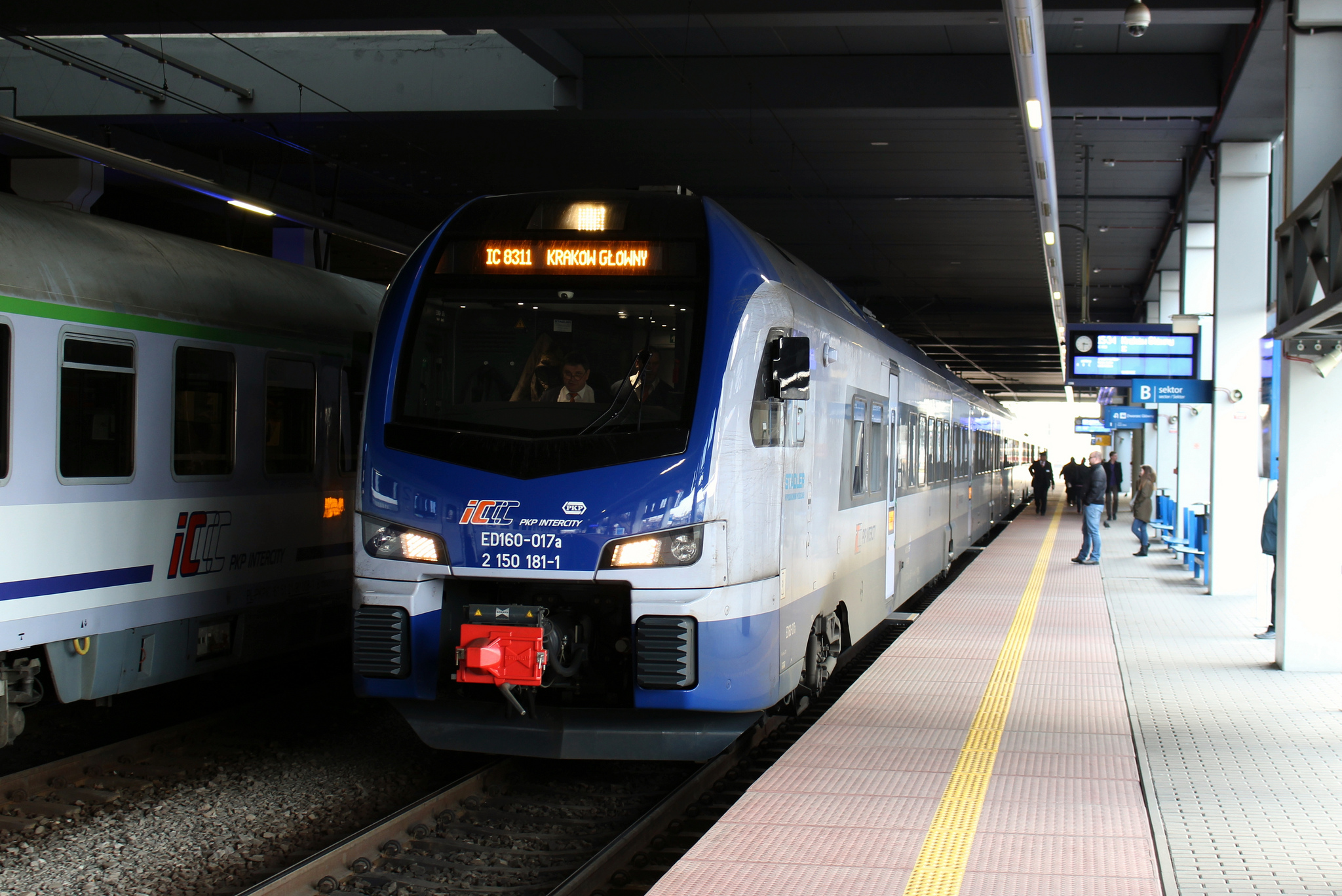
ED160 PKP Intercity wyjeżdżający z Poznania Głównego

W granicach poznańskiego węzła kolejowego odbywa się ruch regionalny, międzyregionalny i międzynarodowy. Średnio w ciągu doby na stacji Poznań Główny przyjmowanych i wyprawianych jest ok. 450 pociągów. W 1986 było to 165 pociągów na dobę (4 ekspresowe, 35 pospiesznych i 126 osobowych) w ciągu roku i 192 w szczycie letnim.
Ruch kolejowy jest zarządzany elektronicznie w całości przez lokalne centrum sterowania, jednakże węzeł posiada alternatywne zabezpieczenie na wypadek awarii i istnieje możliwość przeniesienia sterowania do jednej z trzech stacji: Swarzędz, Poznań Wschód lub Poznań Górczyn.

## Linie kolejowe
W Poznaniu zbiega się 8 linii kolejowych:
- 3 Warszawa Zachodnia – Poznań Główny – Kunowice – granica państwa
- 271 Wrocław Główny – Poznań Główny
- 272 Kluczbork – Poznań Główny
- 351 Poznań Główny – Szczecin Główny
- 353 Poznań Wschód – Skandawa – granica państwa
- 354 Poznań Główny – Piła Główna
- 356 Poznań Wschód – Bydgoszcz Główna (kierunek Gołańcz)
- 357 Sulechów – Luboń koło Poznania (kierunek Wolsztyn)

Pięć z ośmiu linii kolejowych zbiegających się w PWK to linie o znaczeniu państwowym (nr 3, nr 271, nr 272, nr 351, nr 353). Odcinek linii kolejowej nr 3 przebiegający przez Poznań jest częścią międzynarodowej linii kolejowej E 20, natomiast linie nr 271 Wrocław Główny – Poznań Główny oraz nr 351 Poznań Główny – Szczecin Główny są częścią korytarza E 59.

### Obwodnica towarowa
W 1943 z uwagi na niemożność dalszej rozbudowy stacji Poznań Główny Towarowy oraz Luboń Towarowy wybudowano i oddano do użytku dużą stację towarowo-rozrządową Poznań Franowo. Włączono ją do istniejącej dotychczas sieci kolejowej budując:
- wschodnią część obwodnicy Poznania na trasie Poznań Starołęka – Swarzędz (na trasie do Warszawy) oraz na trasie Poznań Krzesiny – Kobylnica,
- a także łącznice kolejowe:
  - z posterunku PSK do stacji Poznań Górczyn oraz Luboń koło Poznania,
  - ze stacji Poznań Franowo do posterunków Nowa Wieś Poznańska i dalej Poznania Antoninka oraz posterunku Stary Młyn.

W 1970 otwarto północną część obwodnicy Poznania (linia kolejowa nr 395) łączącą posterunek odgałęźny Zieliniec z linią kolejową Poznań – Szczecin niedaleko stacji Kiekrz, budując m.in. estakadę nad doliną Warty. W 1971 dobudowano łącznicę ze stacji Poznań Piątkowo do Suchego Lasu łączącą obwodnicę z linią kolejową nr 354. Trasa przebiega obok elektrociepłowni Poznań Karolin, do której odchodzi bocznica dla pociągów dostarczających do niej paliwo.

## Stacje i przystanki
Poznański Węzeł Kolejowy obejmuje następujące stacje i przystanki kolejowe: Poznań Główny, Poznań Wola, Poznań Dębiec, Poznań Wschód, Poznań Dębina, Poznań Garbary, Poznań Antoninek, Poznań Górczyn, Poznań Karolin, Poznań Junikowo, Poznań Krzesiny, Poznań Starołęka, Poznań Podolany, Poznań Strzeszyn, Poznań Franowo, Poznań Kobylepole, Kiekrz, Luboń koło Poznania, Wiry, Szreniawa, Czerwonak, Ligowiec, Kobylnica, Swarzędz, Gądki, Palędzie.

## Historia
Początki kolei żelaznych w Poznaniu sięgają 1. połowy XIX wieku. 9 sierpnia 1848 (podawana jest również data 10 sierpnia), po 3 latach budowy, Towarzystwo Kolei Stargardzko-Poznańskiej (niem. Stargard-Posener Eisenbahn-Gesellschaft) uruchomiło 192-kilometrową, częściowo dwutorową, linię kolejową Stargard – Poznań Jeżyce, łączącą miasto ze Szczecinem.

Mapa linii kolejowej Stargard-Poznań, 1847 (zbiory Archiwum Państwowego w Poznaniu)

W latach 1856–1857 Towarzystwo Kolei Górnośląskiej (niem. Oberschlesische Eisenbahn-Gessellschaft) wybudowało linię kolejową łączącą Wrocław Główny i Poznań Jeżyce, zaś w czerwcu 1870 Poznań otrzymał wreszcie bezpośrednie połączenie ze stolicą Niemiec (wcześniej skupiano się na połączeniach północ-południe, pomijając ruch wschód-zachód ze względu na opór władz wojskowych, obawiających się łatwości z jaką armia rosyjska w razie ewentualnej wojny mogłaby zaatakować Berlin). Linia ta, zbudowana przez Towarzystwo Kolei Marchijsko-Poznańskiej (niem. Märkisch-Posener Eisenbahn-Gesellschaft), prowadziła do Gubina oraz Frankfurtu nad Odrą, a kończyła się własnym dworcem w pobliżu ul. Zachodniej. W 1872 powstała, zbudowana przez Towarzystwo Kolei Górnośląskiej, linia łącząca Poznań z Inowrocławiem, Bydgoszczą i Toruniem. W 1875 Towarzystwo Kolei Poznańsko-Kluczborskiej (niem. Posen-Kreuzburger Eisenbahn-Gesellschaft) uruchomiło linię kolejową łączącą Poznań i Kluczbork. W 1879 powstał natomiast nowy dworzec łączący wszystkie linie, funkcjonujący obecnie jako Poznań Główny. W tym samym roku uruchomiono też pierwszą państwową linię łączącą Poznań i Piłę z Kołobrzegiem, Ustką i Słupskiem.

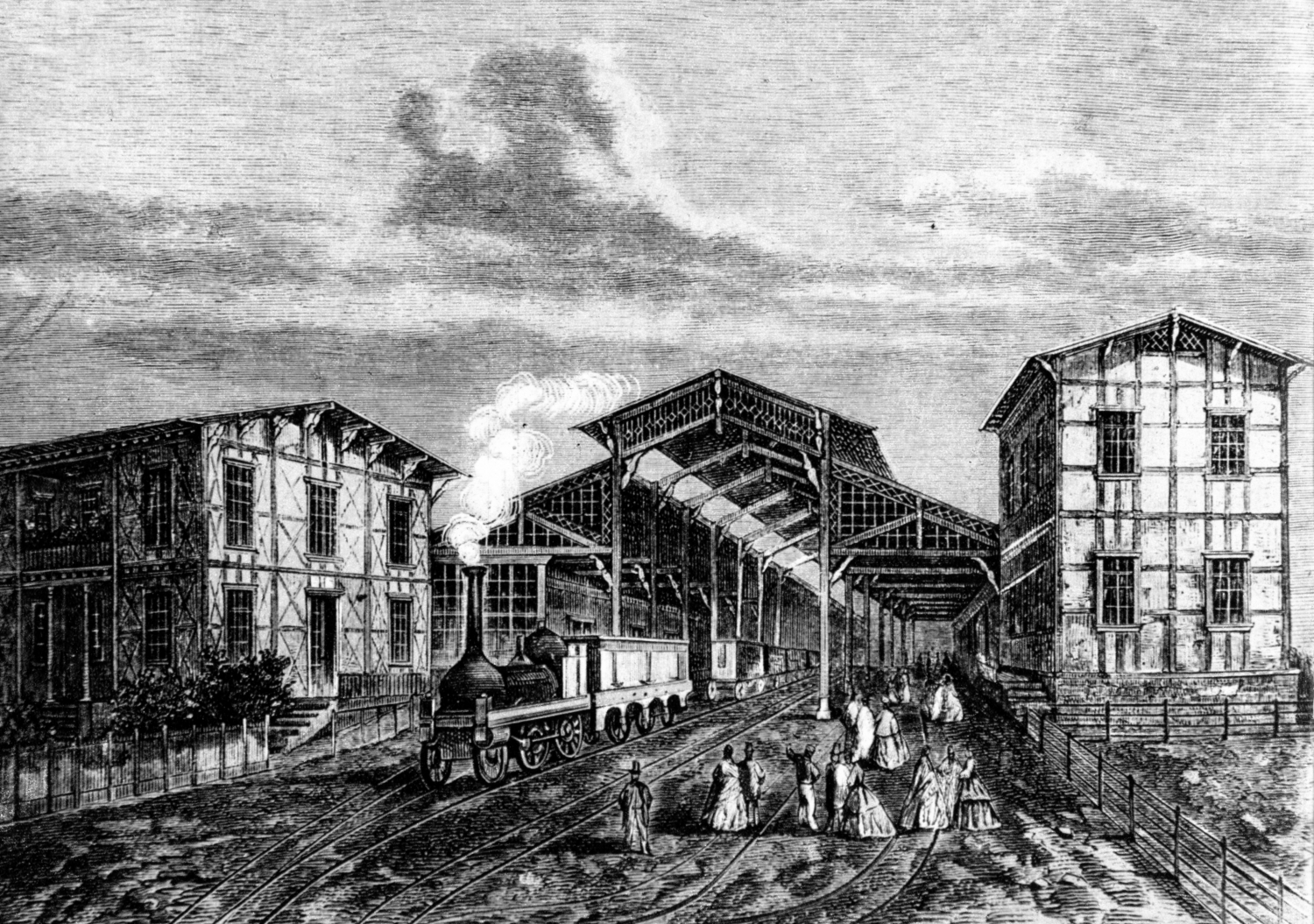
Stacja Poznań Jeżyce, 1863

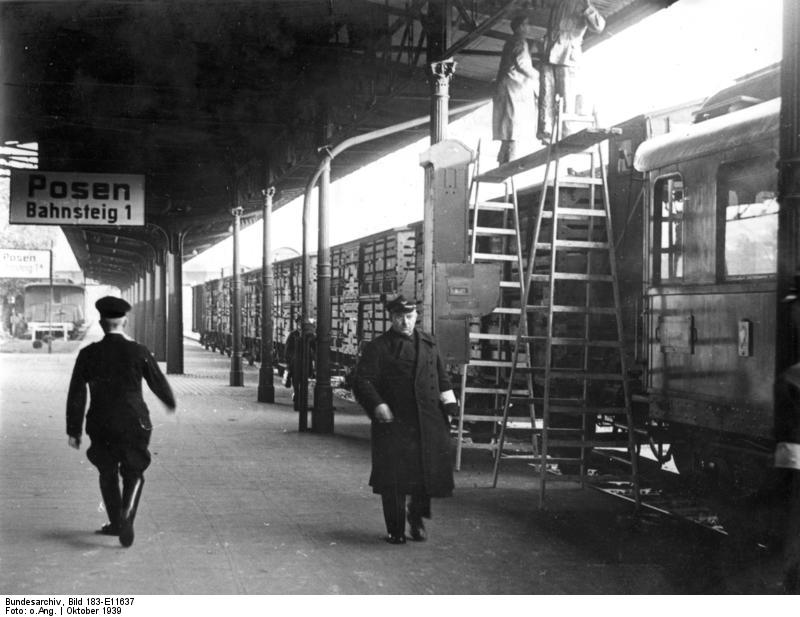
Poznań Główny, październik 1939

Perspektywa kolejowa miasta planowana na rok 1980, projekt powstał w 1950 roku, ze zbiorów Archiwum Państwowego w Poznaniu

W 1887 powstała pokrywająca się z obecną linia do Wrześni, w następnym roku wydłużona do Strzałkowa, która jednak nie posiadała swego przedłużenia w zaborze rosyjskim. W 1905 powstała linia Poznań – Skoki – Janowiec. Pośrednie połączenie Poznania z Warszawą powstało dopiero w 1906 po połączeniu Skalmierzyc z Kaliszem, z którego przez Łódź można było dojechać do Warszawy. W 1909 powstała linia Poznań – Luboń – Grodzisk. Po jej wybudowaniu w Poznaniu skupiało się już 10 linii kolejowych (6 dwutorowych i 4 jednotorowe) i w kolejnych latach prace nad węzłem skupiły się na rozbudowie stacji. Pierwsze bezpośrednie połączenie z Warszawą powstało w 1921, już po odzyskaniu przez Polskę niepodległości, po wybudowaniu połączenia Strzałkowa z Kutnem. W 1929 Poznań był w ruchu towarowym trzecią co do wielkości stacją odbiorczą (po Warszawie i Łodzi, przed Lwowem i Krakowem). Podczas okupacji niemieckiej w czasie II wojny światowej powstały południowa i wschodnia obwodnica oraz stacja rozrządowa na Franowie. W 1964 zakończono elektryfikację linii do Warszawy. Obwodnica północna doprowadzająca ruch z linii ze Szczecina bezpośrednio do Franowa z ominięciem centrum miasta powstała w 1970. W tym też roku zelektryfikowano linię do Wrocławia. W 1974 zakończono elektryfikację linii do Katowic, w 1977 do Krzyża (rok później wydłużając elektryfikację do Szczecina), a w 1979 do Zbąszynka (wydłużając w 1984 do Frankfurtu).
Równolegle z rozwojem połączeń prowadzono budowę dworców i przystanków kolejowych. Pierwszy dworzec w Poznaniu powstał w 1848 poza obrębem fortyfikacji miejskich, we wsi Jeżyce na terenie osiedla Gaj (między dzisiejszymi ulicami Sienkiewicza i Zwierzyniecką – po likwidacji dworca kolejowego aż do 2010 roku była to zajezdnia tramwajowa i częściowo Stare Zoo w Poznaniu), na potrzeby obsługi linii Poznań-Stargard (-Szczecin). Po powstaniu nowych połączeń zdecydowano o budowie centralnego poznańskiego dworca. Jego budowa zakończyła się w 1879 (obecna forma pochodzi z 1976). W 2012 roku uruchomiono nowy budynek dworcowy, będący częścią powstającej nad peronami 1-3 galerii handlowej. Stary budynek „dworca centralnego” został wyłączony z eksploatacji w październiku 2013 r. W 1870 uruchomiono na linii do Zbąszynka dworzec Poznań Górczyn (przebudowany w 1976), w 1872 dworzec Poznań Wschód (obecny budynek z 1912), w 1875 dworzec Poznań Starołęka, od 1888 czynny jest dworzec Poznań Garbary, w 1900 powstał dworzec letni, w 1902 dworzec Poznań Wola, w 1912 Poznań Antoninek, w 1922 Poznań Strzeszyn, w 1928 wejście zachodnie dworca głównego, w 1930 Poznań Krzesiny, w 1932 Poznań Podolany, w 1940 Poznań Dębiec, w 1942 Poznań Franowo, w 1970 Poznań Dębina, w 1972 przy stacji Poznań Garbary powstała pierwsza w Polsce stacja kontenerowa, a w 1983 Poznań Karolin.
Oprócz dworców i przystanków na potrzeby obsługi ruchu towarowego w węźle poznańskim powstawały w Poznaniu bocznice kolejowe. W 1929 w mieście funkcjonowało 41 bocznic przemysłowych i kolejowych, w tym do rzeźni miejskiej, do portu na Warcie, do gazowni, elektrowni, poznańskich przedsiębiorstw. Ruch w węźle był wówczas dodatkowo obsługiwany przez normalnotorową Średzką Kolej Powiatową na wschodnim brzegu Warty, która łączyła dworzec Poznań Starołęka z dworcem Poznań Wschód i szeregiem bocznic z terenami przemysłowymi i wojskowymi na Głównej, Komandorii, Chartowie, Ratajach i Starołęce.
Od czerwca 2006 do stycznia 2009 trwała modernizacja Poznańskiego Węzła Kolejowego, która obejmowała urządzenia i elementy infrastruktury: urządzenia sterowania ruchem kolejowym (srk), układ torowy, nawierzchnię i podtorze kolejowe, zasilanie elektroenergetyczne i sieć trakcyjną, obiekty inżynieryjne i inżynierskie. Projekt „Modernizacja Poznańskiego Węzła Kolejowego (Linia Kolejowa E 20)” wdrożono w celu zwiększenia przepustowości, co było związane m.in. z usprawnieniem organizacji i podniesieniem poziomu bezpieczeństwa ruchu pociągów.

### Modernizacja Poznańskiego Węzła Kolejowego
Z powodu pogarszającego się stanu technicznego infrastruktury węzła na początku XXI w. podjęto decyzję o kompleksowej modernizacji. W ramach przedakcesyjnych funduszy pomocowych przygotowano projekt Modernizacja Poznańskiego Węzła Kolejowego (Linia Kolejowa E 20).
Zmodernizowany w latach 2006-2008 odcinek to 21 km linii kolejowej nr 3 od stacji Swarzędz do stacji Poznań Junikowo w ramach korytarza europejskiego E 20.
Modernizacja węzła objęła:
- urządzeń sterowania ruchem kolejowym (srk),
- układu torowego,
- nawierzchni i podtorza kolejowego,
- zasilania elektroenergetycznego i sieci trakcyjnej,
- obiektów inżynieryjnych i inżynierskich.

W ramach modernizacji węzła wyremontowano w pełnym zakresie także stacje Poznań Antoninek, Poznań Wschód, Poznań Garbary, oraz Poznań Górczyn. Prace objęły remont peronów, przejść podziemnych oraz budowę nowych wiat. W Antoninku przesunięto perony bliżej przejścia podziemnego pod ulicą Warszawską. W miejscu naziemnego przejścia dla pieszych prowadzącego do Cmentarza Miłostowskiego wybudowano podziemny tunel dla pieszych wraz z windami. Perony przystanku Poznań Junikowo zostały przesunięte w okolice przejazdu kolejowo-drogowego w ciągu ulicy Grunwaldzkiej.

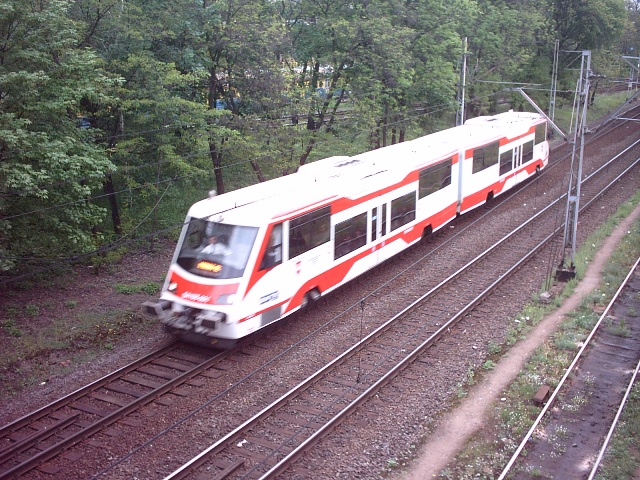
Szynobus w barwach województwa wielkopolskiego w Poznaniu

Na stacji Poznań Główny wykonano tylko część niezbędnych robót obejmujących modernizację głowicy północnej i południowej, wymianę infrastruktury energetycznej oraz SRK. Prace uzupełniające do projektu unijnego na części wschodniej stacji Poznań Główny, będącej fragmentem linii kolejowej E 20, obejmujące modernizacje peronów 1, 1a, 2, 2a i 3, wiat, przejścia podziemnego oraz nawierzchni torowej wraz z odwodnieniem mają być zakończone do 2012 roku. Prace te finansowane są już w całości ze środków krajowych.
Finansowanie:
- Wartość projektu: 105,1 mln euro, w tym:
  - Fundusz Spójności: 77,20 mln euro (75%),
  - budżet państwa: 27,9 mln euro (25%).